# Série 23 SNCB
Les locomotives de la série 23 sont de robustes locomotives électriques belges construites par La Brugeoise et Nivelles (Dont l'usine s'appelait encore au moment de la commande "Ateliers Métallurgiques de Nivelles") entre 1955 et 1957 et utilisées jusqu'en 2012 par la SNCB. Les 83 machines de cette série dérivent de la série 22 livrée en 1954 et ont été commandées afin de faire face à l'électrification de la Ligne du Luxembourg (lignes 161 et 162 selon la nomenclature Infrabel).

## Caractéristiques
Si la chaine de traction - circuit de commande électromécanique Jeumont-Heidmann, moteur de traction ACEC, bogie SLM Winterthur (dérivés de ceux des Re 4/4 I et BLS Ae 4/4 suisses) - était globalement identique à celle de la série 22, on ajouta tout de même un circuit pour le freinage à récupération qui nécessita des adaptations mineures de toute la chaîne de traction. Au niveau constructif, la principale évolution fut une augmentation sérieuse de la masse de la machine, par l'adjonction de lests la faisant passer de 80 à 92 tonnes, ce qui permettait une meilleure adhérence sur les pentes marquées de sa ligne de prédilection. Ainsi, une double traction pouvait remorquer une rame de 1 300 tonnes là où chaque motrice de la série précédente ne pouvait dépasser 550 tonnes au crochet.
Au niveau extérieur, la caisse avait sensiblement la même silhouette, mais plusieurs éléments distinguaient toutefois les deux séries :
- les ouïes de ventilation latérales placées en longueur dans l'arrondi du toit sont remplacées par des ouïes rectangulaires placées dans la partie inférieure des pans de la caisse (soit un retour à la configuration de la série prototype 28), afin d'éviter l'aspiration de diverses matières déposées sur le toit après un stationnement.
- le système de dégivrage des pare-brises passe du cerclo au dégivrage électrique intégré à la vitre (et fort voyant dans cette première version)
- sur les faces d'about, la moulure de décoration en aluminium, formant un V arrondi, est complétée par une moustache suivant les mêmes courbes, placée sous les pare-brises (placée a posteriori sur les premières machines de la série qui en étaient dépourvues).

## Historique
- Les 83 unités sont livrées entre 1955 et 1957 sous le type 123 (numérotation SNCB à 6 chiffres d'avant 1970). Elles revêtent la livrée à deux tons de vert en vigueur à l'époque
- Elles ne pouvaient utiliser leur freinage à récupération que sur certaines lignes (ligne du Luxembourg, ligne 144 et portion Ronet - Jemeppe-sur-Sambre de la ligne 130)[3].
- En pratique, le freinage par récupération généra des économies dérisoires, bien en deçà des frais d'entretien générés par ce système qui fatiguait la voie. Il ne fut donc pas reproduit sur les locomotives série 26 et définitivement démonté des locomotives série 23 après 1985[Quand ?][3].
- En 1968, la 123.083 est utilisée comme banc de test (vitesse, aérodynamique, pantographes), notamment pour la conception de la future série 16 et renommée 124.001.
- En 1971, elles sont renumérotées dans la série 23 (numérotation à 4 chiffres). La livrée a été simplifiée (utilisation du seul vert foncé) et la seconde moustache cède la place au numéro de matricule. L'essentiel du roulement est composé de trains de marchandises sur toutes les lignes du pays. Quelques trains de voyageurs semi-directs autour de Namur et sur la ligne Anvers - Charleroi sont également au programme.

- Fin des années '70, elles sont progressivement peintes dans la livrée jaune (à bandes bleues) et reçurent des doubles phares rouges-blancs équipées aux coins de leurs caisses de prises pour la traction en unité multiple (sans que ces adaptations ne soient forcément réalisées en même temps). La série 26 est également équipée de ces câblots. Un couplage mixte 23+26 devient donc possible et les deux séries prennent en charge les mêmes roulements.
- Le 3 décembre 2011, à l'occasion de l'entrée en vigueur du nouvel horaire voyageur, 17 motrices sont retirées du service. 26 restent utilisées (dont 3 pour l'allège dans les plans inclinés entre Liège et Ans)[4]. ces machines seront les dernières à être retirées du service en 2012.

## Galerie d’images

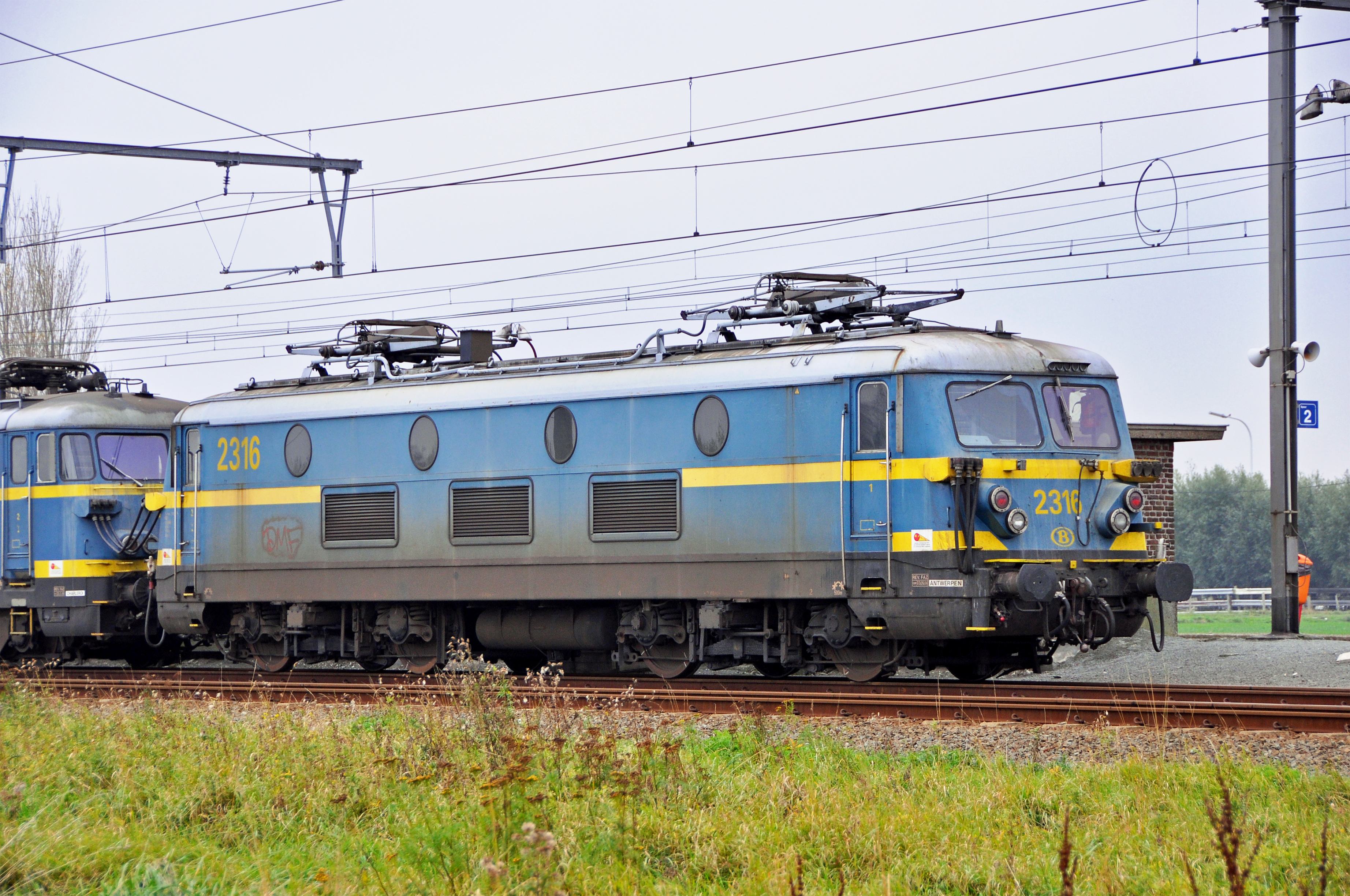
La 2316 en couplage avec une série 26
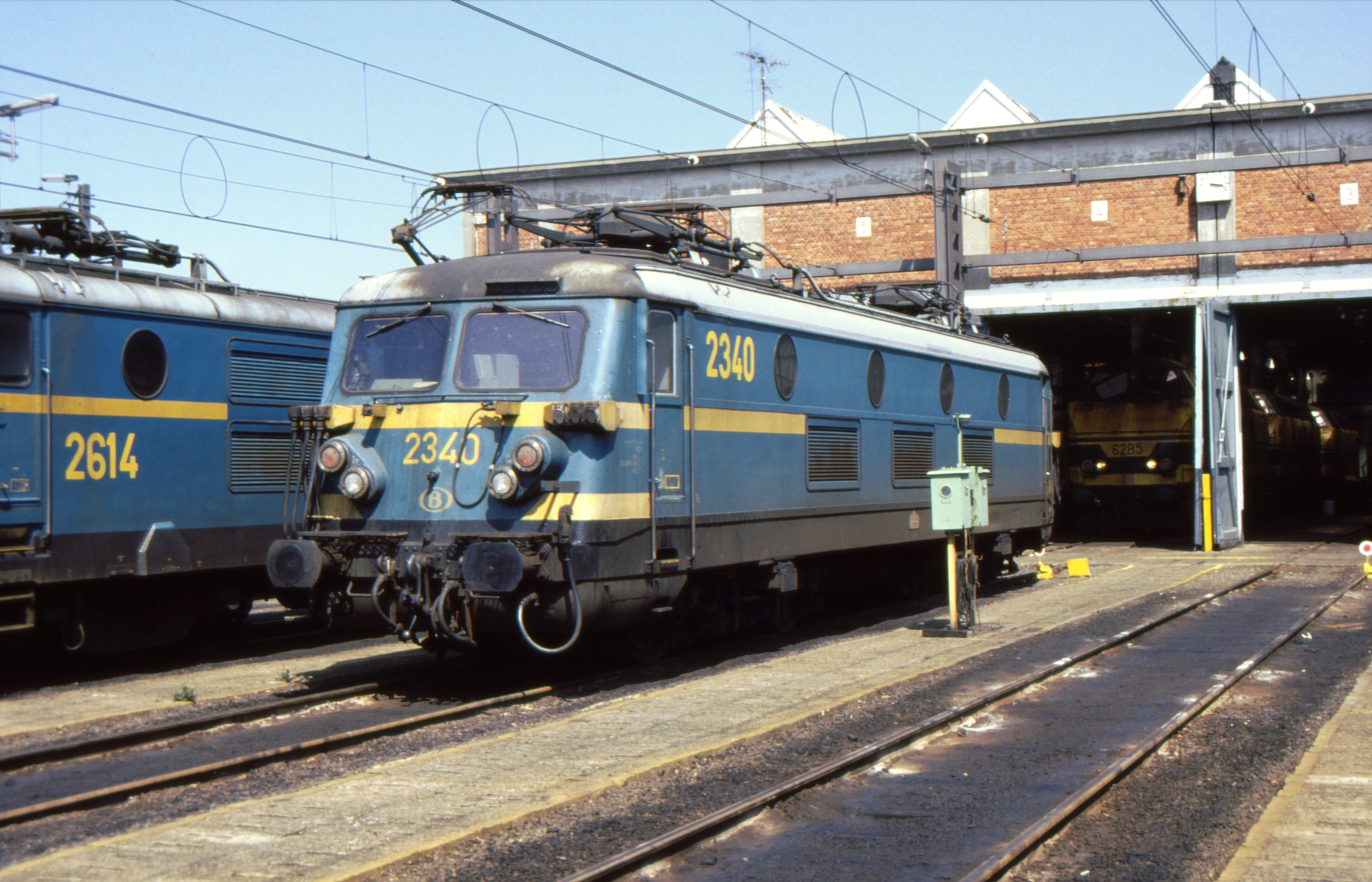
La 2340 au dépôt de Saint-Ghislain.
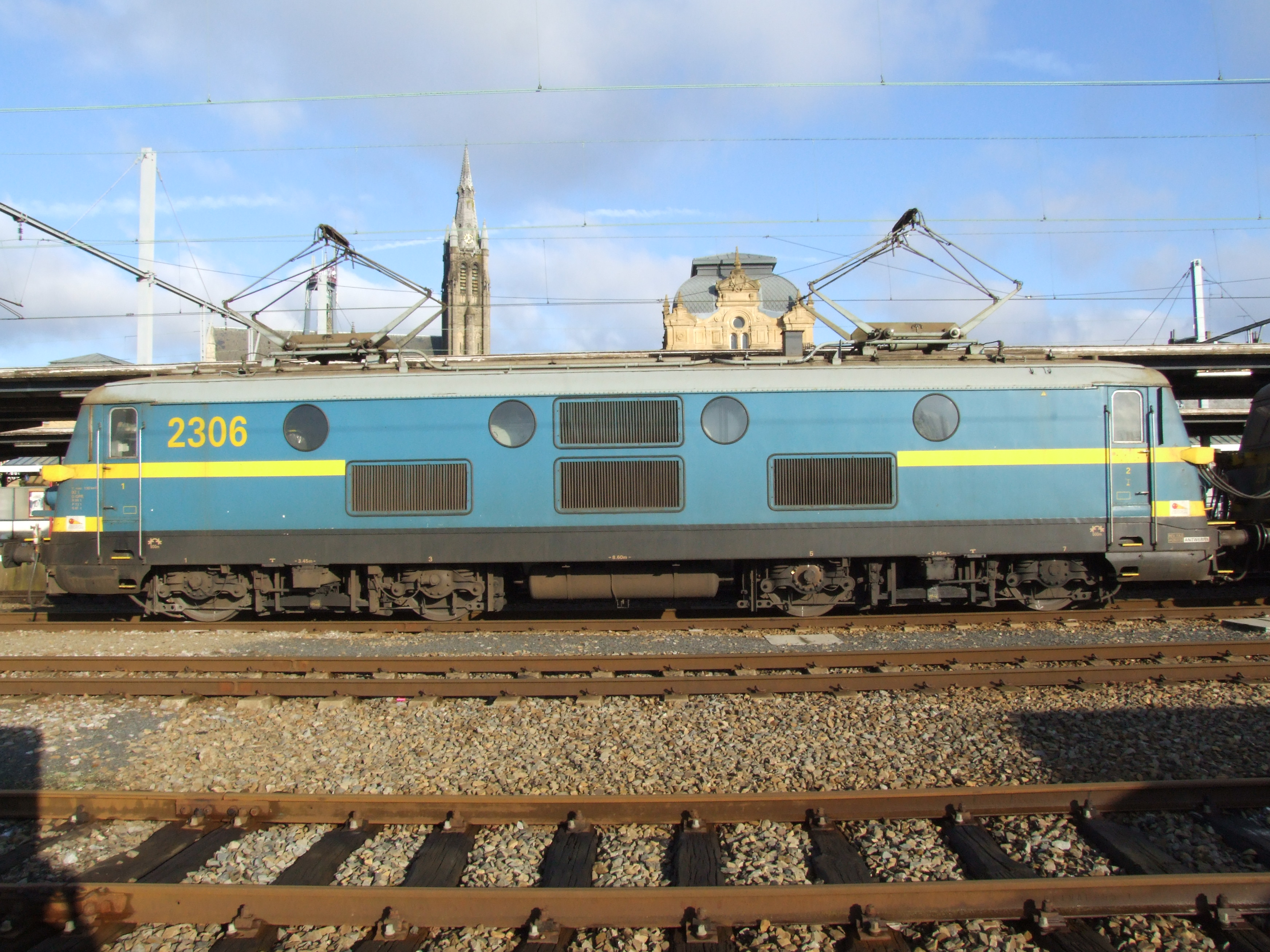
La 2306 et ses 4 persiennes.
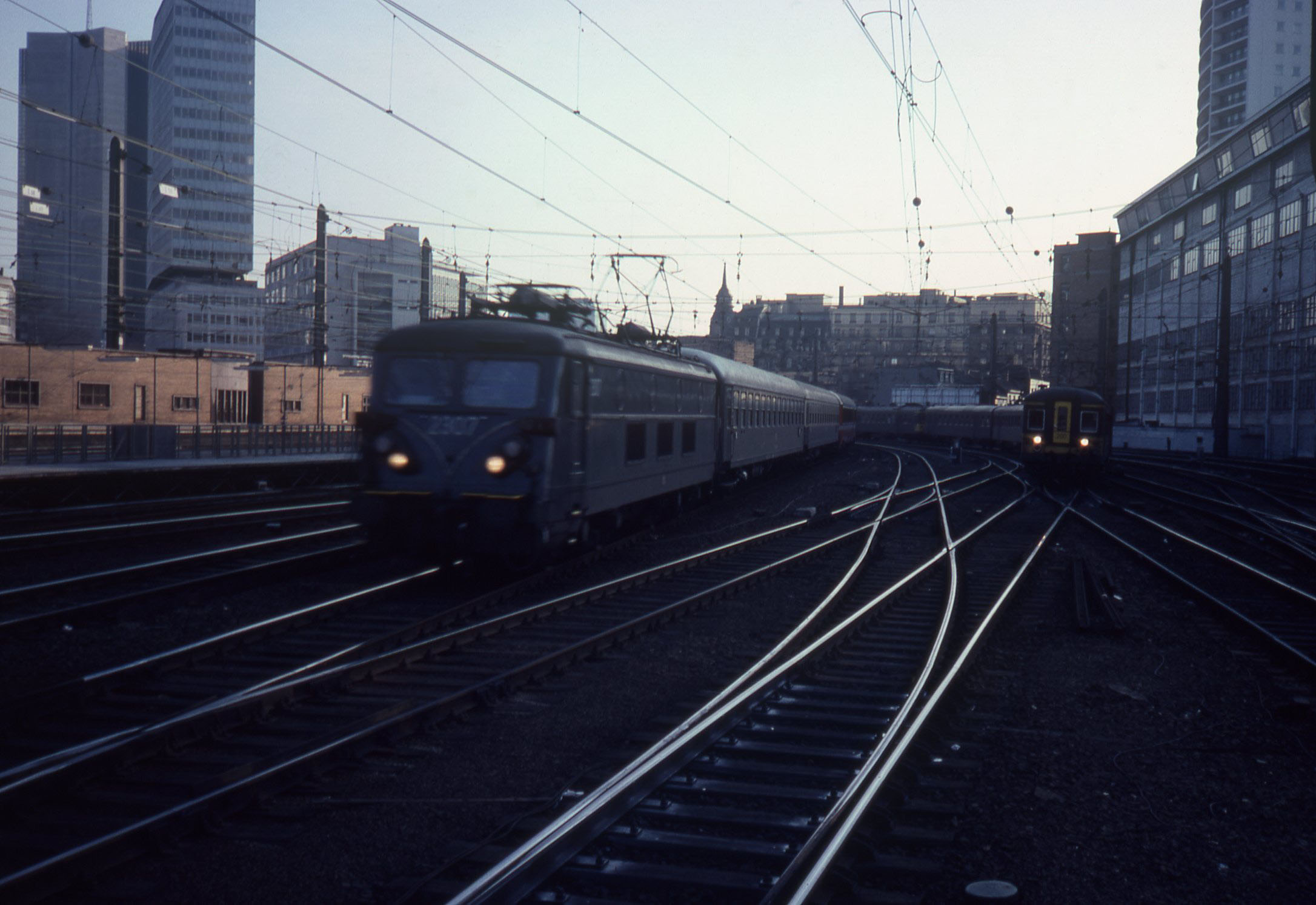
La 2307, en livrée verte.
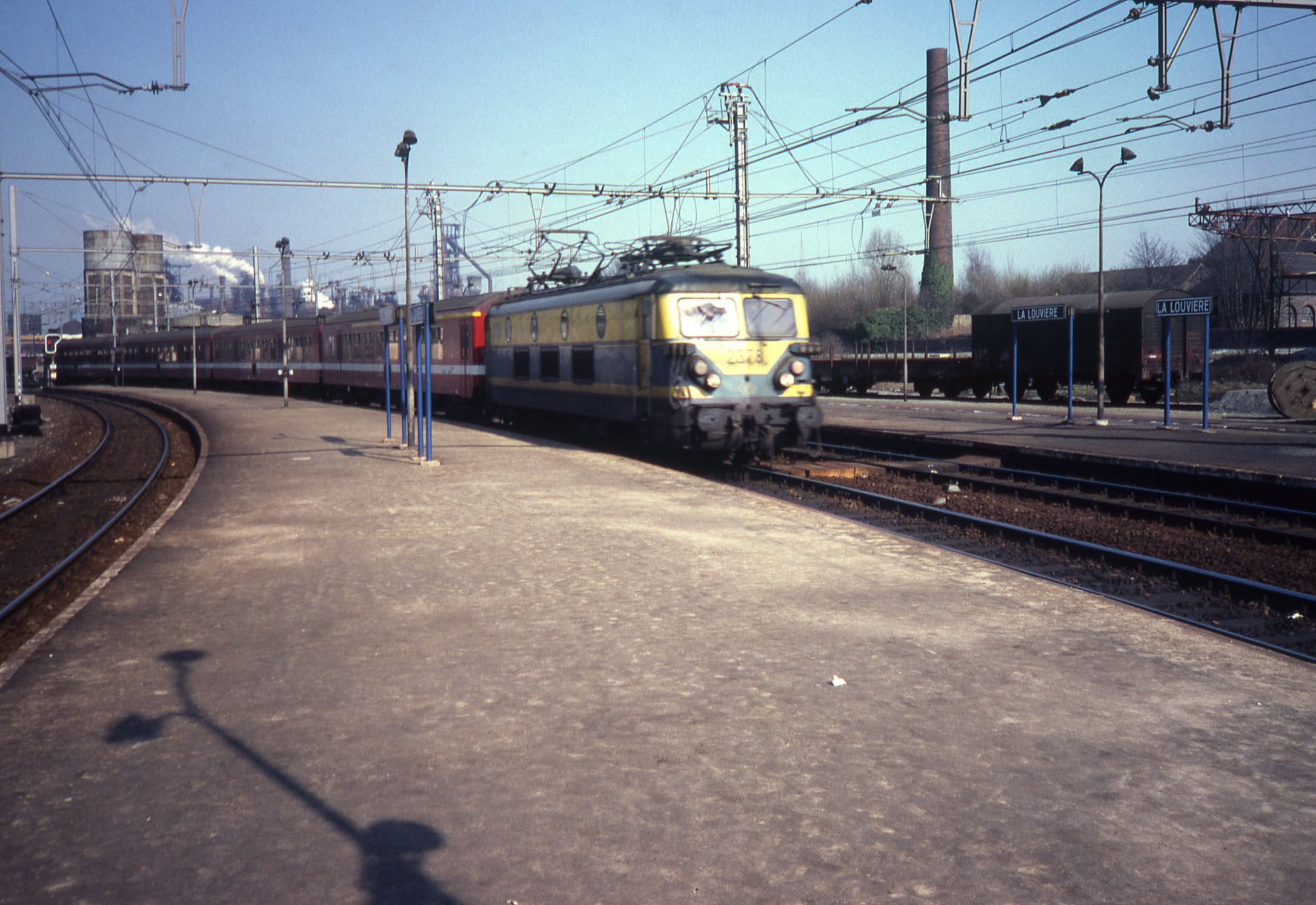
La 2378, en livrée bleue et jaune.

## Modélisme
La série 23 a été reproduite à l'échelle HO par les firmes Lima, Hobby Verborgh, Dacker, Märklin, Trix, Van Biervliet.